# Zip (Fluggesellschaft)
Zip war eine kanadische Billigfluggesellschaft mit Sitz am Hangar 101 am Calgary International Airport in Calgary. Das Unternehmen wurde 2002 als eine Tochtergesellschaft von Air Canada gegründet und stellte den Betrieb 2004 wieder ein.

## Geschichte
Zip wurde von Air Canada als eine Tochtergesellschaft im September 2002 gegründet und betrieb eine Flotte von 12 Boeing 737 mit einer einzigen Beförderungsklasse.
Als ein Rivale von Kanadas führender Billigfluggesellschaft WestJet führte Zip hauptsächlich Flüge zwischen den westlichen Städten wie Abbotsford, Calgary, Edmonton, Vancouver, Saskatoon, Regina und Winnipeg durch.
Zip stellte den Flugbetrieb im September 2004 ein, als Air Canada ein geplantes Routennetz im Westen Kanadas errichtete.

## Unternehmen

### Leitung
Die Gesellschaft wurde von dem ehemaligen WestJet-CEO Steve Smith geführt.

### Marketing
Zip warb mit drei charakteristischen Wörtern. Unter ihnen waren „yuk“, welches auf dem Spuckbeutel stand, „bag“ stand auf dem persönlichen Gepäckstücken und „yum“ stand auf den Servietten, die während des Fluges verteilt wurden. Große Plakatwerbung wurde in vielen Städten gemacht, mit dem einfachen Wort „fly“ und darunter der Website, 4321zip.com. Heute wird die Website zu der aktuellen Air Canada Website weitergeleitet, wie bei anderen Tochtergesellschaften.

## Ziele
Zip flog bis 2004 die folgenden Ziele an:
| Stadt     | Provinz          | Airport                                                   | Notes           |
| --------- | ---------------- | --------------------------------------------------------- | --------------- |
| Calgary   | Alberta          | Calgary International Airport                             | Heimatflughafen |
| Edmonton  | Alberta          | Edmonton International Airport                            | Startflughafen  |
| Montréal  | Quebec           | Flughafen Montréal-Trudeau                                |                 |
| Ottawa    | Ontario          | Ottawa Macdonald–Cartier International Airport            |                 |
| Regina    | Saskatchewan     | Regina International Airport                              |                 |
| Saskatoon | Saskatchewan     | Saskatoon John G. Diefenbaker International Airport       |                 |
| Vancouver | British Columbia | Vancouver International Airport                           | Startflughafen  |
| Victoria  | British Columbia | Victoria International Airport                            |                 |
| Winnipeg  | Manitoba         | Winnipeg James Armstrong Richardson International Airport | Startflughafen  |

## Flotte
Die Flotte von Zip bestand aus 12 Boeing 737-200, die aus der existierenden Flotte der Muttergesellschaft Air Canada übernommen wurden.

### Bemalung

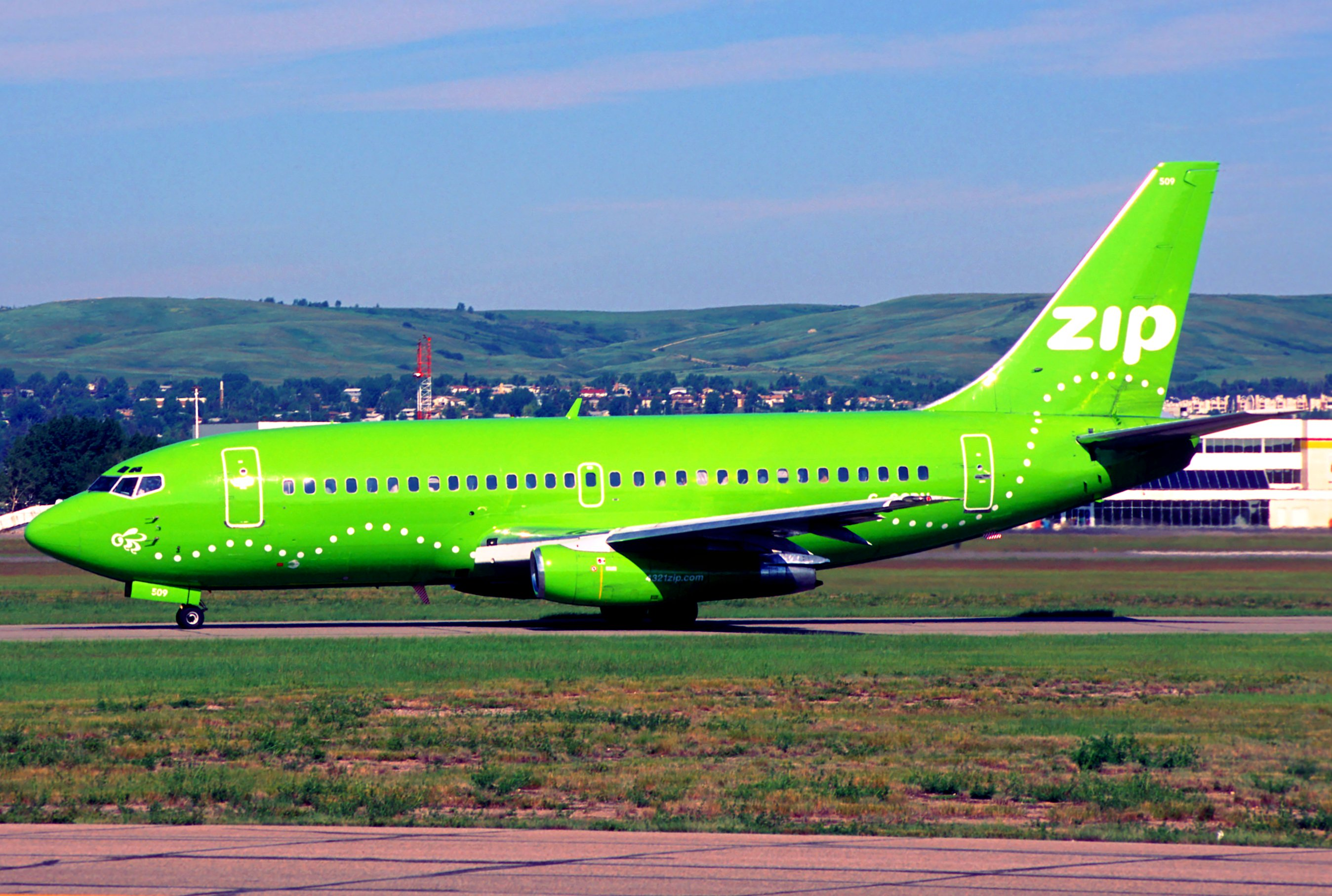
Eine Zip Boeing 737-200 in grüner Bemalung.

Die Flugzeuge von Zip waren in leuchtenden Neonfarben auf dem Rumpf, dem Heck und den Triebwerken lackiert. Im Einzelnen waren dies die Farben Blau, Fuchsia, Grün und Orange.
Der Rumpf war in der Hauptfarbe des Flugzeugs lackiert, mit Ausnahme der weißen Silhouette einer Biene, die von weißen Punkten begleitet wurde. Diese Punkte setzten sich auf der Rückseite des Rumpfes fort und führten zum Heck des Flugzeugs, wo das Logo von Zip aufgemalt war. Auf den Triebwerken war die Website von Zip, 4321zip.com, in weißer Farbe aufgedruckt.
Gegen das Ende der Fluggesellschaft wurden einige Flugzeuge in einer anderen Farbe lackiert. Der Hauptrumpf war weiß, mit einer kleinen Biene an der Seite der Nase. Die Website 4321zip.com war ebenfalls auf dem Rumpf aufgedruckt. Das Leitwerk trug dasselbe Logo, war aber auf der Rückseite gestreift.
Ein Flugzeug erhielt eine spezielle Weihnachtsbemalung mit einer roten Nase, einem Lächeln unter der Nase und einem großen rot-weiß gestreiften Schal, der sich über den Rumpf zog.